# Värmlands landskapsvapen
Värmlands landskapsvapen är: I fält av silver en blå örn med röd beväring. Vapnet kröns i likhet med alla landskapsvapen av en hertiglig krona.
Värmland representerades i processionen vid Gustav Vasas begravning 1560 av en svart järv i silverfält. Järven förväxlades dock ofta med bävern på Medelpads dåvarande landskapsvapen, och på initiativ av Erik XIV ändrades vapenbilden år 1567 till en örn. Från slutet av 1600-talet framställdes örnen svart, och senare blev fältet ofta framställt i guld. Vid fastställandet 1936 återfick örnen sin ursprungliga blå färg och fältet blev silverne.
Värmlands län för ett vapen identiskt med detta, men med kunglig krona istället för hertiglig. Vapnet ingår också tillsammans med Närkes och Västmanlands landskapsvapen i vapnet för Örebro län samt i det personliga vapnet för prins Carl Philip, eftersom han är hertig av Värmland.

## Bildgalleri

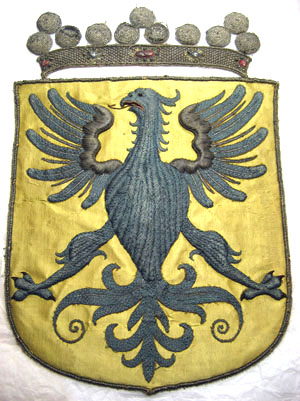
Värmlands vapen broderat för hästtäcke buret vid Karl X Gustavs begravning den 4 november 1660. Finns på Livrustkammaren.